# Kim Ho
Kim Ho (ur. 24 listopada 1944 w T'ongyŏng) – były południowokoreański piłkarz występujący na pozycji obrońcy. Trener piłkarski.

## Kariera klubowa
W trakcie kariery Kim grał w klubie Jeil Industries.

## Kariera reprezentacyjna
W reprezentacji Korei Południowej Kim grał w latach 1965–1973. W 1972 roku wziął udział w Pucharze Azji, który Korea Południowa zakończyła na 2. miejscu.

## Kariera trenerska
Pierwszym klubem w karierze trenerskiej Kima był Hanil Bank. W latach 1984–1986 zespół pod jego wodzą występował w K-League. W 1988 roku został trenerem zespołu Hyundai Horang-i. W tym samym roku oraz w 1991 roku drużyna wywalczyła wicemistrzostwo Korei Południowej.
W 1992 roku Kim został selekcjonerem reprezentacji Korei Południowej. Awansował z nią na Mistrzostwa Świata 1994. Prowadzona przez niego kadra rozegrała spotkania z Hiszpanią (2:2), Boliwią (0:0) oraz Niemcami (2:3), a z turnieju odpadła po fazie grupowej.
W 1995 roku Kim odszedł do zespołu Suwon Samsung Bluewings, który trenował do 2003 roku. W tym czasie zdobył z nim dwa mistrzostwa Korei Południowej (1998, 1999), Puchar Korei Południowej (2002), Superpuchar Korei Południowej (1999, 2000), Puchar Ligi Południowokoreańskiej (1999), Azjatycką Ligę Mistrzów (2001, 2002) oraz Superpuchar Azji (2001, 2002). W latach 2007–2009 prowadził ekipę Daejeon Citizen.